# Río Los Esclavos
Río Los Esclavos är ett vattendrag i Guatemala. Det ligger i den södra delen av landet, 90 km söder om huvudstaden Guatemala City.